# Hornsbergs hage

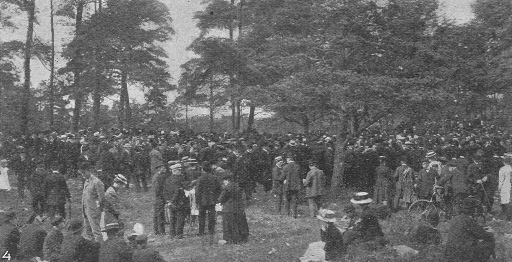
Storstrejksmöte i Hornsbergs hage 1909.

Hornsbergs hage var en park på Kungsholmen i Stockholm.
Hornsbergs hage låg nära Lilla Hornsberg vid Karlbergskanalen mitt emot Karlbergs slott. Platsen användes som samlingsplats för Kungsholmens arbetare. Här hölls stora friluftsmöten, bland annat under storstrejken 1909 och under första världskriget, då möten och demonstrationer anordnades angående fred och rösträtt. 